# 田辺貞之助
田辺 貞之助（たなべ ていのすけ、1905年1月30日 - 1984年9月7日）は、日本のフランス文学者、翻訳家。

## 経歴
現在の東京都江東区に生まれる。旧制一高を経て、1928年東京帝国大学仏文科卒。暁星中学校講師、浦和高等学校教授を務め、戦後は東京大学教養学部助教授・教授、1966年に定年で退任後は、早稲田大学客員教授、埼玉医科大学教授を務め、1976年に名誉教授となった。
ユイスマンス、テオフィル・ゴーティエほかの幻想文学、またエミール・ゾラ、ギ・ド・モーパッサンなど自然主義文学作品を多数訳し、フランス艶笑譚の翻訳から近世小咄の研究に入って数多くの洒脱な随筆調の作品を数多く著した。

## 著書
- 『フランス文章読本』（共立出版） 1954
- 『現代フランス文法』（白水社） 1955、1978、のち改題復刊『フランス文法大全』 2007
- 『のぞき眼鏡 随筆』（実業之日本社） 1956
- 『ふらんす語季節の動詞』（白水社） 1957
- 『教養フランス語』全3巻（白水社） 1957
- 『よもやまフランス語』（白水社） 1958
- 『ふらんす小咄大観』（青蛙房） 1958
- 『うろか船 随筆』（青蛙房） 1959
- 『ふらんすの故事と諺』（紀伊国屋書店） 1959
- 『新訳江戸小咄大観』（青蛙房） 1960、のち新版 2016
- 『こばなし末摘花抄』（高文社） 1961
- 『東西艶笑くらべ』（実業之日本社） 1961
- 『女木川界隈』（実業之日本社） 1962
- 『古川柳風俗事典』（青蛙房） 1962
- 『ふらんす風流ざんげろく』（高文社） 1962
- 『新フランス小話集』（高文社） 1965
- 『フランス格言集 その智恵とユーモア』（潮文社新書） 1966、のち新版 2003
- 『世界笑談録』（高文社） 1966
- 『人間模様 随筆』（高文社） 1966
- 『ふらんす艶笑譚 ゆーもあコント集』（高文社） 1966
- 『話の事典』（編著、河出書房） 1967
- 『西洋風流故事物語』（河出書房） 1967
- 『いろいろ処生訓 浮世のウサを忘れる本』（日本文芸社） 1967
- 『江戸川柳夜話 躍動する人間模様』（潮文社新書） 1968、のち新版 2003
- 『日本風流故事物語』（河出書房） 1968
- 『ことわざの知恵』（ダイヤモンド社） 1969
- 『笑談手帖 エスプリの花束』（潮文社新書） 1970、のち新版 2003
- 『ふらんす民話大観』（青蛙房） 1970、のち新版 2017
- 『ふらんす伝説大観』（青蛙書房） 1971、のち新版 2018
- 『紳士と淑女の名言集 体のことば・心のことば』（潮文社） 1971
- 『フランス小話傑作集 男と女の交響詩』（潮文社） 1972
- 『江戸小話傑作集 赤裸々な人間の饗宴』（潮文社） 1972
- 『ぐうたらユーモア雑学』（編、学習研究社） 1973
- 『続 ふらんす小咄大観』（青蛙房） 1974、のち新版（合本） 2017
- 『ユーモアがどんどんわいてくる 職場・商談・スピーチ・会話に役立つコント集』（ぱるす出版） 1975、のち新版 1986
- 『続・ことわざの知恵』（ダイヤモンド社） 1976
- 『新作世界コント傑作集』（ダイヤモンド社） 1977
- 『夢想の詩学 フランス幻想文学散策』（牧神社） 1977
- 『しのび笑い 田辺貞之助・長新太フランス小咄』第1・2・3集（白水社） 1977、のち新版（潮文社） 2003
- 『男のユーモア実践学 爽快な頭をつくる292の方法』（編、ロングセラーズ） 1979
- 『男のフランス・ユーモア入門 知的センスを盗むイキな男の本』（ロングセラーズ） 1979
- 『ユーモア感覚に強くなる本 知的ユーモリストに贈る5章』（ロングセラーズ） 1979
- 『フランス俗語辞典』（編著、駿河台出版社） 1980
- 『ことわざ処世術』（ダイヤモンド社） 1980
- 『風流粋故伝』（新門出版社） 1980
- 『江東昔ばなし』（菁柿堂） 1984、のち新版 2016

## 共著
- 『フランス語教養講座』 第1・2巻（朝倉季雄共著、河出書房） 1951
- 『実習フランス文典』改訂版（内藤濯共著、白水社） 1966
- 『世界ことわざ名言辞典』（監修、モーリス・マルー編、島津智編訳、講談社） 1982、のち講談社学術文庫 1999（監修）
- 『フランス文学とわたし』（大高順雄編、平凡社） 1985 ： 遺稿となった回想を収録

## 翻訳
- 『Haidashita yabu』（ローマ字同志社） 1933
- 『傷ましい謎』（ポオル・ブルジエ、春陽堂） 1940
- 『或る原始人』（エドモン・アロークール、実業之日本社） 1941、のち改題『原人ダアア』
- 『古代都市 ギリシア・ローマに於ける宗教、法律、制度の研究』上・下（フュステル・ド・クーランジュ、白水社） 1944 - 1948、のち新版（全1巻）1950、新装復刊1976、1995ほか。電子書籍 2015
- 『嘆きの牝鹿 仙女物語』（オーノア夫人、白水社） 1948
- 『キリスト教精髄』第1・2 （シャトーブリアン、創元社） 1949 - 1950
- 『いんらく耽奇譚』（マルキ・ド・サァド、穂高書房） 1949
- 『民衆に与ふる書 キリスト教社会主義について』（ラムネー、創元社） 1949
- 『サラムボー』（ギュスターヴ・フローベール、白水社） 1950。改訳『フローベル全集 2』（筑摩書房） 1966
- 『ポールとヴィルジニー』（ベルナルダン・ド・サン・ピェール、白水社） 1950、のち新潮文庫
- 『アタラ・ルネ』（シャトーブリヤン、新潮文庫） 1952
- 『朝のない夜』（ジョゼフ・ケッセル、筑摩書房） 1953、角川文庫 1960
- 『宿駅』上・下（ブールジェ、内藤濯共訳、岩波文庫） 1954
- 『地獄』（アンリ・バルビュス、岩波文庫） 1954
- 『深夜の女王』（ケッセル、河出書房、河出新書） 1955
- 『フランス小話集』（高文社、ベストセラーズ双書） 1955
- 『現代フランス文法』（J・E・マンション、大修館書店） 1955
- 『赤い草原』（ジョセフ・ケッセル、大日本雄弁会講談社） 1956、角川文庫 1959
- 『ふらんす無駄話』（創芸社） 1956
- 『空飛ぶ円盤は実在する』（A・ミシェル、高文社、ベストセラーズ双書） 1956
- 『砲火』上・下（アンリ・バルビュス、岩波文庫） 1956
- 『素朴な風景』（ジュール・ルナール、大日本雄弁会講談社） 1957
- 『死刑囚は逃げた』（アンドレ・ドヴィニ、紀伊國屋書店） 1957
- 『フランスのことわざ』（ジャック・ピノー、白水社、文庫クセジュ） 1957
- 『愛の生理学』（グールモン、角川書店、角川新書） 1958
- 『伝説の歴史』（ジャン・ピェール・バイヤール、白水社、文庫クセジュ） 1958
- 『性の難破』（アンリ・ダンフルヴィル、紀伊國屋書店） 1958
- 『人間と性の歴史』（エドモン・アロークール、有紀書房） 1958
- 『恋人たちと泥棒たち』（トリスタン・ベルナール、東京創元社、世界大ロマン全集） 1959、出帆社 1976
- 『クラルテ』（アンリ・バルビュス、岩波文庫） 1960
- 『世界ユーモア文学全集』第1・2巻（筑摩書房） 1960 - 1961
「山賊株式会社社長」（アブー） （第1巻）
「がめつい野郎」（G・A・ウィサン） （第2巻）
「条件つき貸間」（ベルナール・ジュルヴェーズ）（第2巻）
- 『海賊』（ユベール・デシャン、白水社、文庫クセジュ） 1965
- 『八十日間世界一周』（ジュール・ヴェルヌ、集英社） 1967。創元推理文庫 1976、新版 1992
- 『ふらんす民話大観』（青蛙房） 1970
- 『世界の宝石美術館 ルネッサンス以後のジュウリー・デザイン』（ジャン・ランリエ, マリー・アンヌ・ピニ、菱田安彦共訳、鎌倉書房） 1972
- 『男と女の事典』（G・A・ダリオー、鎌倉書房） 1972
- 『カザノヴァ回想録』全4巻（ジャコモ・カサノヴァ、集英社） 1973。のちグーデンベルク21（電子書籍 全8部）で再刊
- 『絶望者』（レオン・ブロワ、国書刊行会、フランス世紀末文学叢書） 1984

### テオフィル・ゴーティエ
- 『ミイラ物語』（テオフイル・ゴーティエ、白水社） 1942
- 『キャピテン・フラカス』（テオフィル・ゴーティエ、白水社 上下） 1948、岩波文庫（上中下） 1952、復刊1986、2001
- 『ボードレール論』（テオフィル・ゴーティエ、創元選書） 1948
- 『或る夜のクレオパトラ』（ゴーティエ、斎藤書店） 1948
- 『モーパン嬢』各・上下（テオフィル・ゴーティエ、白水社） 1949、新潮文庫 1952
- 『廃墟の恋』（ゴーティエ、創芸社） 1953
- 『テオフィル・ゴーチェ小説選集』（全3冊、森開社） 1976 - 限定出版（全10冊予定だった）
- 『ミイラ物語』（ゴーティエ、国書刊行会、世界幻想文学大系7） 1981
他に「ある夜のクレオパトラ」
- 『死霊の恋・ポンペイ夜話　他3篇』（ゴーティエ、岩波文庫） 1982
- 『スピリット』（テオフィル・ゴーティエ、沖積舎） 1986

### ギ・ド・モーパッサン
- 『死の如く強し』（モオパッサン、創芸社、モオパッサン全集3） 1950、のち新潮文庫
- 『山鴫物語』（モオパッサン、創芸社、モオパッサン全集10） 1950
- 『初夜』（モーパッサン、名曲堂） 1950
- 『脂肪の塊』（モーパッサン、河出書房、世界文学全集） 1951
- 『ベラミ』（モーパッサン、新潮文庫） 1953
- 『女の一生』（モーパッサン、河出文庫） 1955
- 『モーパッサン全集』 第1・2・3巻（モーパッサン、春陽堂書店） 1955 ：短編数編の訳

### エミール・ゾラ
- 『居酒屋』（エミール・ゾラ、河内清共訳、三笠文庫） 1952、岩波文庫（上・下） 1955
- 『大地』全3巻（エミール・ゾラ、河内清共訳、岩波文庫） 1953
- 『ナナ』（エミール・ゾラ、河内清共訳、岩波文庫） 1955
- 『ごった煮』（エミール・ゾラ、角川文庫） 1958

### ユイスマンス
- 『彼方』（カルル・ユイスマン、弘文堂書房） 1940
- 『腐爛の華 スヒーダムの聖女リドヴィナ』（ユイスマンス、薔薇十字社） 1972。国書刊行会 1984、新版 1994
- 『幻想礼賛譜 － ある幻想家の進化』（ユイスマンス、桃源社） 1975
- 『出発 - 苦悩と高邁の神秘神学』（ユイスマンス、桃源社） 1975、光風社 1985
- 『彼方 - 悪魔と神秘の人工地獄』（ユイスマンス、桃源社） 1976、光風社 1984。創元推理文庫 1975、改版 2002